# Dorosłe dzieci (utwór muzyczny)
Dorosłe dzieci – utwór muzyczny zespołu Turbo skomponowany w roku 1982, a wydany w 1983 na płycie Dorosłe dzieci. Utwór skomponował Wojciech Hoffmann, a słowa napisał profesjonalny autor tekstów Andrzej Sobczak. Płyta z utworem sprzedała się w nakładzie 200 tys. egzemplarzy. Utwór zrealizowano w studiach Polskiego Radia w Szczecinie. Na liście przebojów Trójki przebojów piosenka zadebiutowała w lipcu 1982, zdobywając pierwsze miejsce w notowaniu z dnia 28 sierpnia.
Wojciech Hoffmann, lider zespołu, po latach tak opisał jej tworzenie:

Pamiętam doskonale ten moment. „Dorosłe dzieci” powstały na samym początku Turbo. Riff wpadł mi do głowy, gdy siedziałem w kinie Kosmos za ekranem i ćwiczyłem na gitarze. Przez dwa lata piosenka w tej formie była tylko na taśmie. Kiedy zaczęliśmy próby w nowym składzie, pomyślałem, że wspólnie z Andrzejem Łysowem uda się tę piosenkę ładnie zaaranżować na gitary. Od razu czuliśmy, że to będzie wielki przebój. Sprawdziło się.

Młodzi odbiorcy szybko zrozumieli utwór jako odzwierciedlający panujące wśród młodych rozczarowanie PRL-owską rzeczywistością. O ile spory polityczne dotyczyły głównie osób starszych, młodzi ludzie nie do końca wiedzieli, o co chodzi i czuli się zmuszeni do uczestnictwa w tej grze. Według Kupczyka Dorosłe dzieci to utwór buntu, a jego tekst mógłby być porównany z Another Brick in the Wall Pink Floyd.